# مقاطعة مشكين شهر
مقاطعة مشكين شهر (بالفارسية: شهرستان مشگین‌شهر) هي إحدى مقاطعات في محافظة أردبيل في إيران. مركز مقاطعة مشكين شهر هو مدينة مشكين شهر.